# Kingston General Hospital
O Kingston General Hospital (KGH) é um hospital localizado na cidade canadense de Kingston, Ontário. É afiliado à Universidade Queen's. O hospital é referência na prestação de cuidados de saúde, realização de pesquisas e formação de profissionais de saúde.
Como o mais antigo hospital público do Canadá ainda em funcionamento, o Kingston General foi designado um Local Histórico Nacional do Canadá em 1995.

## Serviços
- Cuidados cardíacos
- Cuidados intensivos
- Agressão sexual / Violência doméstica
- Saúde mental
- Oncologia
- Pediatria
- Obstetrícia e Ginecologia
- Patologia e Medicina molecular
- Cirurgia, Perioperatório e Anestesiologia

### Clínicas
- Alergia e Imunologia
- Cardiologia
- Radiologia
- EEG
- Endocrinologia e Metabolismo
- Medicina familiar
- Gastroenterologia
- Geriatria
- Controle de infecção
- Doenças infecciosas
- Nefrologia
- Medicina física e reabilitação
- Laboratório de função pulmonar
- Programa Regional de AVC
- Pneumologia
- Reumatologia
- Laboratório do sono